# Olivia Lewis
Olivia Lewis (n. 18 de octubre de 1978); cantante maltesa, famosa por haberse presentado 11 veces a la preselección maltesa para el Festival de Eurovisión ganándolo en 2007, representando a su país en el certamen con la canción "Vértigo", No consiguió superar la semifinal quedando en el 25º lugar con 15 puntos.

## Participación en el Malta Song For Europe
| Año  | Posición final | Canción                    | Otras informaciones                          |
| ---- | -------------- | -------------------------- | -------------------------------------------- |
| 1997 | 7º             | "Falling (for your love)"  | cantando con Marvic Lewis                    |
| 1998 | 15º            | "You're the one"           |                                              |
| 1999 | 7º             | "Autumn of my love"        |                                              |
| 2000 | 5º             | "Only for you"             |                                              |
|      | 9º             | "I wanna love you"         |                                              |
| 2001 | 7º             | "Love will see me through" |                                              |
|      | 10º            | "Hold me now"              |                                              |
| 2002 | 11º            | "Give me wings"            |                                              |
| 2003 | 6º             | "Starting over"            | Cantando con IQ's Verse-One                  |
| 2004 | 2º             | "Take a look"              | Escrita por Paul Giordimaina y Fleur Balzan  |
| 2005 | 2º             | "Deja Vu"                  | Escrita por Philip Vella y Gerard James Borg |
| 2006 | 2º             | "Spare a moment"           |                                              |
| 2007 | 1º             | "Vertigo"                  | Escrita por Philip Vella y Gerard James Borg |